# 乌利·福斯
乌利·福斯（德語：Uli Vos，1946年9月2日—2017年12月1日），德国男子曲棍球运动员。他曾代表西德参加1968年、1972年和1976年夏季奥林匹克运动会曲棍球比赛，其中1972年奥运会获得一枚金牌。